# 南朝領軍、護軍列表
南朝的禁軍制度因襲東晉之制，以領軍、護軍為禁軍最高將領，其中領軍掌內軍，護軍掌外軍。資重者為領軍將軍、護軍將軍，資輕者為中領軍、中護軍，開府置長史、司馬、五官、功曹、主簿、參軍（受命出征則置）等官屬。
南朝宋時，領、護軍為第三品。南朝梁時，領軍將軍、護軍將軍位列十五班之末，中領軍、中護軍位列十四班之首。南朝陳時，領、護軍為第三品，秩中二千石。
下表列出南朝歷任領軍、護軍。

## 領軍
| 序次                                       | 軍職       | 姓名   | 授職時間                      | 離職時間                      | 爵位                              | 備註                                   |
| 宋國（418年－420年）－宋朝（420年－479年） |            |        |                               |                               |                                   |                                        |
| 1                                          | 領軍將軍   | 檀祗   | 義熙十四年六月（418年）       | 義熙十四年十月（418年）       | 西昌縣開國侯                      | 遷自青州刺史；卒官                     |
| 2                                          | 中領軍     | 檀道濟 | 義熙十四年十月（418年）       | 永初元年六月庚午（420年）     | 作唐縣開國男                      | 遷自中軍司馬；遷護軍將軍               |
| 3                                          | 中領軍     | 謝晦   | 永初元年六月庚午（420年）     | 永初三年正月癸丑（422年）     | 武昌縣開國公                      | 遷自宋國右衛將軍                       |
| 3                                          | 領軍將軍   | 謝晦   | 永初三年正月癸丑（422年）     | 元嘉元年八月庚子（424年）     | 武昌縣開國公                      | 遷荊州刺史                             |
| 4                                          | 中領軍     | 到彥之 | 元嘉元年八月戊申（424年）     | 元嘉三年五月乙未（426年）     | 佷山縣開國侯                      | 遷自南蠻校尉；遷南豫州刺史             |
| 5                                          | 領軍將軍   | 趙倫之 | 元嘉三年六月己未（426年）     | 元嘉五年十二月庚寅（428年）   | 霄城縣開國侯                      | 遷自鎮軍將軍；卒官                     |
| 6                                          | 中領軍     | 殷景仁 | 元嘉六年三月辛酉（429年）     | 元嘉六年十月壬申（429年）     |                                   | 遷自左衛將軍；母憂去職                 |
| 6                                          | 領軍將軍   | 殷景仁 | 元嘉七年三月甲寅（430年）     | 元嘉九年七月庚午（432年）     |                                   | 遷尚書僕射                             |
| 7                                          | 領軍將軍   | 劉湛   | 元嘉九年七月庚午（432年）     | 元嘉十七年五月癸巳（440年）   |                                   | 遷自太子詹事；母憂去職                 |
| 8                                          | 領軍將軍   | 劉義融 | 元嘉十七年十一月丙戌（440年） | 元嘉十八年六月辛未（441年）   | 桂陽縣開國侯                      | 遷自五兵尚書；卒官                     |
| 9                                          | 領軍將軍   | 趙伯符 | 元嘉十八年七月戊戌（441年）   | 元嘉二十一年二月庚午（444年） | 霄城縣開國侯                      | 遷自徐兗二州刺史；遷豫州刺史           |
| 10                                         | 中領軍     | 沈演之 | 元嘉二十一年二月庚寅（444年） | 元嘉二十四年九月己未（447年） | 吉陽縣五等侯                      | 遷自右衛將軍                           |
| 10                                         | 領軍將軍   | 沈演之 | 元嘉二十四年九月己未（447年） | 元嘉二十五年九月辛未（448年） | 吉陽縣五等侯                      | 遷領國子祭酒、本州大中正               |
| 11                                         | 領軍將軍   | 劉遵考 | 元嘉二十五年九月辛未（448年） | 元嘉三十年正月庚辰（453年）   | 營浦縣開國侯                      | 遷自吳興太守；遷豫州刺史               |
| 12                                         | 領軍將軍   | 劉鑠   | 元嘉三十年正月癸巳（453年）   | 太初元年二月乙丑（453年）     | 南平郡王                          | 遷自豫州刺史                           |
| 13                                         | 領軍將軍   | 蕭斌   | 太初元年二月乙丑（453年）     | 太初元年五月丙子（453年）     |                                   | 伏誅                                   |
| 14                                         | 領軍將軍   | 沈慶之 | 元嘉三十年四月庚午（453年）   | 元嘉三十年閏月壬申（453年）   |                                   | 遷自假武昌內史；遷南兗州刺史           |
| 15                                         | 領軍將軍   | 柳元景 | 元嘉三十年閏月癸酉（453年）   | 孝建元年三月辛丑（454年）     | 曲江縣開國公                      | 遷自護軍將軍；遷雍州刺史               |
| 15                                         | 領軍將軍   | 柳元景 | 孝建元年八月庚午（454年）     | 大明三年正月己丑（459年）     | 晉安郡開國公                      | 遷自雍州刺史；遷尚書令                 |
| 16                                         | 領軍將軍   | 劉遵考 | 大明三年正月己丑（459年）     | 大明五年十二月壬申（461年）   | 營浦縣開國侯                      | 遷自尚書右僕射；遷尚書右僕射           |
| 17                                         | 領軍將軍   | 朱脩之 | 大明六年七月庚辰（462年）     | 大明七年四月甲寅（463年）     | 南昌縣開國侯                      | 遷自荊州刺史；遷特進                   |
| 18                                         | 領軍將軍   | 劉彧   | 大明七年四月丙辰（463年）     | 大明八年二月乙巳（464年）     | 湘東郡王                          | 遷自都官尚書；遷徐州刺史               |
| 19                                         | 領軍將軍   | 王玄謨 | 大明八年二月乙巳（464年）     | 大明八年八月丁卯（464年）     | 曲江縣開國侯                      | 遷自徐州刺史；遷青冀二州刺史           |
| 20                                         | 領軍將軍   | 劉彧   | 大明八年九月辛丑（464年）     | 永光元年二月戊午（465年）     | 湘東郡王                          | 遷自護軍將軍；遷南豫州刺史             |
| 21                                         | 領軍將軍   | 劉休仁 | 永光元年二月戊午（465年）     | 景和元年八月癸酉（465年）     | 建安郡王                          | 遷自護軍將軍；遷雍州刺史               |
| 22                                         | 領軍將軍   | 王玄謨 | 景和元年八月癸酉（465年）     | 泰始二年正月壬辰（466年）     | 曲江縣開國侯                      | 遷自青冀二州刺史；遷江州刺史           |
| 23                                         | 領軍將軍   | 袁粲   | 泰始二年正月癸巳（466年）     | 泰始二年（466年）             | 興平縣開國子                      | 遷自司徒左長史；遷中書令               |
| 24                                         | 中領軍     | 沈攸之 | 泰始二年十月丁卯（466年）     | 泰始四年（468年）             | 貞陽縣開國公                      | 遷自郢州刺史；遷左衛將軍               |
| 25                                         | 中領軍     | 王琨   | 泰始四年七月乙巳（468年）     | 泰始五年九月戊午（469年）     |                                   | 遷自吳郡太守；遷光祿大夫               |
| 26                                         | 中領軍     | 劉勔   | 泰始五年九月乙丑（469年）     | 元徽二年五月壬辰（474年）     | 鄱陽縣開國侯                      | 遷自豫州刺史；死事                     |
| 27                                         | 中領軍     | 蕭道成 | 元徽二年六月庚子（474年）     | 昇明元年七月丙申（477年）     | 西陽縣開國公                      | 遷自右衛將軍；遷司空、錄尚書事         |
| 28                                         | 中領軍     | 劉韞   | 昇明元年七月辛丑（477年）     | 昇明元年十二月壬申（477年）   |                                   | 遷自右衛將軍；伏誅                     |
| 29                                         | 中領軍     | 蕭嶷   | 昇明二年正月丁丑（478年）     | 昇明二年八月丙申（478年）     | 晉壽縣侯                          | 遷自侍中；遷江州刺史                   |
| 30                                         | 領軍將軍   | 蕭賾   | 昇明二年八月乙未（478年）     | 昇明三年四月辛卯（479年）     | 聞喜縣開國侯→公→齊公世子→齊王太子 | 遷自江州刺史                           |
| 齊國（479年）－齊朝（479年－502年）        |            |        |                               |                               |                                   |                                        |
| 1                                          | 中領軍     | 王敬則 | 昇明三年三月（479年）         | 建元元年四月甲午（479年）     | 重安縣開國侯                      | 遷自右衛將軍；遷南兗州刺史             |
| 2                                          | 中領軍     | 李安民 | 建元元年四月甲午（479年）     | 建元二年正月戊戌（480年）     | 康樂縣開國侯                      | 遷自左衛將軍                           |
| 2                                          | 領軍將軍   | 李安民 | 建元二年正月戊戌（480年）     | 建元四年（482年）             | 康樂縣開國侯                      | 遷丹楊尹                               |
| 3                                          | 中領軍     | 蕭景先 | 永明元年正月庚申（483年）     |                               | 新吳縣開國侯                      |                                        |
| 3                                          | 領軍將軍   | 蕭景先 |                               | 永明三年（485年）             | 新吳縣開國侯                      | 遷丹楊尹                               |
| 4                                          | 領軍將軍   | 蕭順之 | 永明三年八月戊午（485年）     | 永明四年（486年）             | 臨湘縣開國侯                      | 遷自太子詹事；遷丹楊尹                 |
| 5                                          | 中領軍     | 蕭鸞   | 永明四年五月丙午（486年）     | 永明五年十月甲申（487年）     | 西昌縣開國侯                      | 遷自吳興太守；遷豫州刺史               |
| 6                                          | 中領軍     | 蕭緬   | 永明五年十月甲申（487年）     | 永明六年（488年）             | 安陸縣開國侯                      | 遷自侍中；遷太子詹事                   |
| 7                                          | 領軍將軍   | 呂安國 | 永明六年七月乙巳（488年）     | 永明六年（488年）             | 湘南縣開國侯                      | 遷自都官尚書；遷散騎常侍、金紫光祿大夫 |
| 8                                          | 領軍將軍   | 王奐   | 永明六年閏月辛卯（488年）     | 永明七年（489年）             |                                   | 遷自尚書僕射；遷尚書左僕射             |
| 9                                          | 領軍將軍   | 沈文季 | 永明八年正月庚子（490年）     | 永明十年（492年）             | 西豐縣開國侯                      | 遷自郢州刺史；遷金紫光祿大夫           |
| 10                                         | 中領軍     | 陳顯達 | 永明十年二月壬寅（492年）     | 永明十一年正月癸丑（493年）   | 豐城縣開國侯                      | 遷江州刺史                             |
| 11                                         | 領軍將軍   | 蕭鏘   | 永明十一年正月癸丑（493年）   | 隆昌元年正月（494年）         | 鄱陽郡王                          | 遷自江州刺史；遷尚書右僕射             |
| 12                                         | 領軍將軍   | 沈文季 | 隆昌元年正月戊申（494年）     | 延興元年（494年）             | 西豐縣開國侯                      | 遷自護軍將軍；遷尚書右僕射             |
| 13                                         | 中領軍     | 蕭諶   | 延興元年八月甲辰（494年）     | 建武元年十月癸亥（494年）     | 安復縣開國公                      | 遷自衛尉                               |
| 13                                         | 領軍將軍   | 蕭諶   | 建武元年十月癸亥（494年）     | 建武二年六月壬戌（495年）     | 衡陽郡開國公                      | 伏誅                                   |
| 14                                         | 領軍將軍   | 蕭坦之 | 建武二年六月乙丑（495年）     | 永泰元年四月丙戌（498年）     | 臨汝縣開國侯                      | 遷自右衛將軍                           |
| 14                                         | 中領軍     | 蕭坦之 | 永泰元年四月丙戌（498年）     | 永泰元年（498年）             | 臨汝縣開國侯                      | [ 17 ]                                 |
| 14                                         | 領軍將軍   | 蕭坦之 | 永泰元年（498年）             | 永元元年八月（499年）         | 臨汝縣開國侯                      | 遷尚書右僕射                           |
| 15                                         | 領軍將軍   | 劉暄   | 永元元年八月己巳（499年）     | 永元元年（499年）             | 平都縣開國侯                      | 遷自右衛將軍；伏誅                     |
| 16                                         | 中領軍     | 王瑩   | 永元元年九月辛未（499年）     | 永元三年（501年）             |                                   | 遷自太子詹事                           |
| 17                                         | 中領軍     | 夏侯詳 | 中興元年三月乙巳（501年）     | 中興元年十二月（501年）       |                                   | 遷自散騎常侍；遷侍中、尚書右僕射       |
| 18                                         | 領軍將軍   | 王茂   | 中興元年十二月（501年）       | 中興二年四月（502年）         |                                   | 遷自護軍將軍                           |
| 梁朝（502年－557年）                       |            |        |                               |                               |                                   |                                        |
| 1                                          | 領軍將軍   | 王茂   | 天監元年四月丙寅（502年）     | 天監元年五月戊子（502年）     | 望蔡縣開國公                      | 遷江州刺史                             |
| 2                                          | 兼領軍     | 沈約   | 天監元年（502年）             | 天監二年正月（503年）         | 建昌縣開國侯                      | 母憂去職                               |
| 3                                          | 中領軍     | 柳慶遠 | 天監二年正月甲寅（503年）     | 天監四年正月癸卯（505年）     | 雲杜縣開國侯                      | 遷自右衛將軍；遷雍州刺史               |
| 4                                          | 領軍將軍   | 張稷   | 天監四年十一月辛未（505年）   | 天監五年（506年）             | 江安縣開國侯                      | 遷自都官尚書；遷吳興太守               |
| 5                                          | 兼領軍     | 蕭秀   | 天監五年（506年）             | 天監六年四月癸卯（507年）     | 安成郡王                          | [ 24 ]                                 |
| 6                                          | 領軍將軍   | 曹景宗 | 天監六年四月癸卯（507年）     | 天監七年正月壬子（508年）     | 竟陵縣開國公                      | 遷自右衛將軍；遷中衛將軍               |
| 7                                          | 兼領軍     | 蕭昺   | 天監七年正月壬子（508年）     | 天監七年二月丙子（508年）     | 吳平縣開國侯                      | 遷雍州刺史                             |
| 8                                          | 領軍將軍   | 呂僧珍 | 天監七年二月乙亥（508年）     | 天監十年五月丁丑（511年）     | 平固縣開國侯                      | 遷自南兗州刺史；卒官                   |
| 9                                          | 領軍將軍   | 柳慶遠 | 天監十年五月己卯（511年）     | 天監十三年六月己亥（514年）   | 雲杜縣開國侯                      | 遷自太子詹事；遷雍州刺史               |
| 10                                         | 領軍將軍   | 蕭昺   | 天監十三年六月己亥（514年）   | 天監十七年五月己卯（518年）   | 吳平縣開國侯                      | 遷自南兗州刺史；遷監揚州               |
| 11                                         | 領軍將軍   | 蕭恢   | 天監十七年六月乙酉（518年）   | 天監十八年正月甲申（519年）   | 鄱陽郡王                          | 遷自益州刺史；遷荊州刺史               |
| 12                                         | 領軍將軍   | 蕭憺   | 天監十八年正月甲申（519年）   | 普通三年十一月甲午（522年）   | 始興郡王                          | 遷自荊州刺史；卒官                     |
| 13                                         | 領軍將軍   | 蕭淵藻 | 普通三年十一月辛丑（522年）   | 普通六年（525年）             | 西昌縣開國侯                      | 遷自太子詹事；免官                     |
| 14                                         | 領軍將軍   | 蕭琛   | 普通六年（525年）             | 普通六年（525年）             |                                   | 遷自左驍騎將軍；遷祕書監               |
| 15                                         | 兼領軍     | 曹仲宗 | 普通六年八月丙子（525年）     | 大通元年（527年）             |                                   | [ 28 ]                                 |
| 16                                         | 兼領軍     | 蕭象   | 大通元年（527年）             | 大通二年正月（528年）         | 桂陽嗣王                          | 遷江州刺史                             |
| 17                                         | 中領軍     | 蕭昂   | 大通二年正月庚申（528年）     | 中大通元年十一月丙戌（529年） |                                   | 遷自衛尉卿                             |
| 17                                         | 領軍將軍   | 蕭昂   | 中大通元年十一月丙戌（529年） | 中大通四年二月壬子（532年）   | 湘陰縣開國侯                      | 遷江州刺史                             |
| 18                                         | 領軍將軍   | 蕭恪   | 中大通四年九月乙巳（532年）   | 中大通五年三月（533年）       | 南平王世子                        | 遷自太子詹事；父憂去職                 |
| 19                                         | 兼領軍     | 臧盾   | 中大通五年四月癸酉（533年）   | 大同二年正月甲辰（536年）     |                                   |                                        |
| 19                                         | 中領軍     | 臧盾   | 大同二年正月甲辰（536年）     | 大同五年（539年）             |                                   | 遷吳郡太守                             |
| 20                                         | 中領軍     | 蕭範   | 大同五年十二月癸未（539年）   | 大同七年二月丁巳（541年）     | 鄱陽嗣王                          | 遷自中書令；遷雍州刺史                 |
| 21                                         | 兼領軍     | 蕭會理 | 大同七年五月癸巳（541年）     | 大同七年（541年）             | 南康嗣王                          | 遷丹楊尹                               |
| 22                                         | 領軍將軍   | 臧盾   | 大同七年十一月己丑（541年）   | 大同九年十二月壬戌（543年）   |                                   | 遷自金紫光祿大夫；卒官                 |
| 23                                         | 領軍將軍   | 蕭譽   | 大同九年十二月壬戌（543年）   |                               | 河東郡王                          | 遷自侍中；遷護軍將軍                   |
| 24                                         | 中領軍     | 蕭正德 |                               | 太清二年（548年）             | 臨賀郡王                          | [ 29 ]                                 |
| 25                                         | 領軍將軍   | 張纘   | 太清二年五月辛丑（548年）     | 太清二年（548年）             | 利亭侯                            | 遷自湘州刺史；遷寧蠻校尉               |
| 26                                         | 中領軍     | 朱     | 太清二年八月乙未（548年）     | 太清三年正月乙丑（549年）     |                                   | 遷自右衛將軍；卒官                     |
| 27                                         | 中領軍     | 傅岐   | 太清三年正月丙寅（549年）     | 太清三年三月壬午（549年）     |                                   | 遷自司農卿；卒官                       |
| 28                                         | 領軍將軍   | 任約   | 太清三年六月（549年）         | 大寶二年（551年）             |                                   | 侯景授                                 |
| 29                                         | 領軍將軍   | 王僧辯 | 太清四年九月辛酉（550年）     | 太清五年五月癸未（551年）     |                                   | 遷自左衛將軍；遷尚書令                 |
| 30                                         | 領軍將軍   | 胡僧祐 | 太清五年五月癸未（551年）     | 承聖三年十一月丁酉（554年）   | 新市縣侯                          |                                        |
| 31                                         | 領軍將軍   | 裴畿   | 承聖三年十一月丁酉（554年）   | 承聖三年（554年）             |                                   | 遷自巂州刺史                           |
| 32                                         | 領軍將軍   | 徐度   | 太平元年九月丁巳（556年）     | 太平二年五月丙午（557年）     | 廣德縣開國侯                      | 遷自郢州刺史；遷南豫州刺史             |
| 陳朝（557年－589年）                       |            |        |                               |                               |                                   |                                        |
| 1                                          | 領軍將軍   | 徐度   | 永定元年十一月丙辰（557年）   | 永定元年（557年）             | 廣德縣開國侯                      | 遷自南豫州刺史；遷南徐州刺史           |
| 2                                          | 中領軍     | 陳擬   | 永定元年（557年）             | 永定三年（559年）             | 永脩縣開國侯                      | 遷自南徐州刺史；遷監南徐州             |
| 3                                          | 中領軍     | 杜稜   | 永定三年（559年）             | 永定三年七月壬戌（559年）     | 上陌縣開國侯                      | 遷自右衛將軍、丹楊尹                   |
| 3                                          | 領軍將軍   | 杜稜   | 永定三年七月壬戌（559年）     | 天嘉元年（560年）             | 上陌縣開國侯                      | 遷晉陵太守                             |
| 4                                          | 權知領軍事 | 趙知禮 | 天嘉元年（560年）             | 天嘉二年（561年）             | 始平縣開國伯                      | [ 36 ]                                 |
| 5                                          | 領軍將軍   | 杜稜   | 天嘉二年正月庚戌（561年）     | 天嘉六年正月庚戌（565年）     | 永城縣開國侯                      | 遷自晉陵太守；遷丹楊尹                 |
| 6                                          | 中領軍     | 沈欽   | 天嘉六年正月庚戌（565年）     | 天嘉六年（565年）             | 建城縣開國侯                      | 遷自衛尉卿                             |
| 7                                          | 中領軍     | 吳明徹 | 天嘉六年十二月丁巳（565年）   | 天康元年五月丁酉（566年）     | 安吳縣開國侯                      | 遷自吳興太守                           |
| 7                                          | 領軍將軍   | 吳明徹 | 天康元年五月丁酉（566年）     | 光大元年五月癸巳（567年）     | 安吳縣開國侯                      | 遷湘州刺史                             |
| 8                                          | 領軍將軍   | 杜稜   | 光大元年五月乙未（567年）     | 太建元年（569年）             | 永城縣開國侯                      | 遷自鎮右將軍；遷吳興太守               |
| 9                                          | 中領軍     | 陳伯恭 | 太建元年正月庚戌（569年）     | 太建元年（569年）             | 晉安郡王                          | 遷自中護軍；遷揚州刺史                 |
| 10                                         | 中領軍     | 陳伯山 | 太建元年（569年）             | 太建四年（572年）             | 鄱陽郡王                          | 遷自東揚州刺史                         |
| 11                                         | 領軍將軍   | 沈恪   | 太建四年十月戊戌（572年）     | 太建四年（572年）             | 東興縣開國侯                      | 遷自廣州刺史；免官                     |
| 12                                         | 中領軍     | 陳伯恭 | 太建四年（572年）             | 太建六年正月壬戌（574年）     | 晉安郡王                          | 遷南豫州刺史                           |
| 13                                         | 中領軍     | 陳伯固 | 太建六年正月壬戌（574年）     | 太建七年十月戊午（575年）     | 新安郡王                          | 遷自侍中；遷南徐州刺史                 |
| 14                                         | 中領軍     | 陳叔堅 | 太建七年十月戊午（575年）     | 太建七年（575年）             | 長沙郡王                          | 遷自江州刺史；遷郢州刺史               |
| 15                                         | 領軍將軍   | 徐陵   | 太建七年十二月壬戌（575年）   | 太建八年（576年）             | 建昌縣開國侯                      | 遷自國子祭酒；遷太子詹事               |
| 16                                         | 中領軍     | 陳伯仁 | 太建八年十一月辛丑（576年）   | 太建十年正月己巳（578年）     | 廬陵郡王                          | 遷南徐州刺史                           |
| 17                                         | 領軍將軍   | 徐陵   | 太建十年正月己巳（578年）     | 太建十年（578年）             | 建昌縣開國侯                      | 遷自右光祿大夫；遷丹楊尹               |
| 18                                         | 中領軍     | 樊毅   | 太建十年九月壬寅（578年）     | 太建十二年（580年）           | 高昌縣開國侯                      | 遷自左衛將軍；免官                     |
| 19                                         | 中領軍     | 陳伯仁 | 太建十二年三月壬辰（580年）   | 至德元年正月（583年）         | 廬陵郡王                          | 遷自南徐州刺史                         |
| 20                                         | 領軍將軍   | 任忠   | 至德元年正月壬寅（583年）     | 禎明二年六月（588年）         | 梁信郡開國公                      | 遷自南豫州刺史；遷吳興內史             |
| 21                                         | 中領軍     | 魯廣達 | 禎明二年六月甲辰（588年）     | 禎明三年正月甲申（589年）     | 綏越郡開國公                      | 遷自侍中                               |

## 護軍
| 序次                 | 軍職     | 姓名   | 授職時間                        | 離職時間                      | 爵位            | 備註                                 |
| 宋朝（420年－479年） |          |        |                                 |                               |                 |                                      |
| 1                    | 護軍將軍 | 檀道濟 | 永初元年六月庚午（420年）       | 永初三年（422年）             | 永脩縣開國公    | 遷自宋國中領軍；遷南兗州刺史         |
| 2                    | 護軍將軍 | 趙倫之 | 永初三年（422年）               | 景平元年（423年）             | 霄城縣開國侯    | 遷自雍州刺史                         |
| 3                    | 護軍將軍 | 劉懷慎 | 景平元年（423年）               | 景平二年（424年）             | 南城縣開國侯    | 遷自五兵尚書；卒官                   |
| 4                    | 護軍將軍 | 傅亮   | 景平二年（424年）               | 元嘉三年正月丙寅（426年）     | 建城縣開國公    | 伏誅                                 |
| 5                    | 護軍將軍 | 劉遵考 | 元嘉三年（426年）               | 元嘉三年（426年）             | 營浦縣開國侯    | 遷自淮南太守；遷南蠻校尉             |
| 6                    | 中護軍   | 王華   | 元嘉三年六月丙子（426年）       | 元嘉四年五月壬午（427年）     |                 | 遷自右衛將軍；卒官                   |
| 7                    | 護軍將軍 | 殷穆   | 元嘉四年六月庚申（427年）       | 元嘉九年四月乙亥（432年）     |                 | 遷自金紫光祿大夫；遷右光祿大夫       |
| 8                    | 護軍將軍 | 到彥之 | 元嘉九年四月乙亥（432年）       | 元嘉十年八月辛巳（433年）     | 建昌縣開國公    | 卒官                                 |
| 9                    | 中護軍   | 殷景仁 | 元嘉十二年四月乙酉（435年）     | 元嘉十三年八月庚寅（436年）   |                 |                                      |
| 9                    | 護軍將軍 | 殷景仁 | 元嘉十三年八月庚寅（436年）     | 元嘉十七年七月戊寅（440年）   |                 | 遷揚州刺史                           |
| 10                   | 中護軍   | 徐湛之 | 元嘉十七年十一月丙戌（440年）   | 元嘉十七年（440年）           | 枝江縣開國侯    | 遷自祕書監；未拜遷太子詹事           |
| 11                   | 中護軍   | 庾登之 | 元嘉二十年二月甲戌（443年）     | 元嘉二十年五月癸丑（443年）   |                 | 遷自江州刺史；未拜卒                 |
| 12                   | 中護軍   | 何尚之 | 元嘉二十一年五月壬戌（444年）   | 元嘉二十二年七月己未（445年） | 都鄉侯          | 遷自吏部尚書；遷尚書右僕射           |
| 13                   | 護軍將軍 | 趙伯符 | 元嘉二十二年十二月庚戌（445年） | 元嘉二十四年三月壬申（447年） | 霄城縣開國侯    | 遷自豫州刺史；遷丹楊尹               |
| 14                   | 中護軍   | 劉宏   | 元嘉二十四年十月壬辰（447年）   | 元嘉二十六年八月己酉（449年） | 建平郡王        | 遷江州刺史                           |
| 15                   | 護軍將軍 | 蕭思話 | 元嘉二十七年三月乙酉（450年）   | 元嘉二十八年三月甲寅（451年） | 封陽縣開國侯    | 遷自吏部尚書；遷徐兗二州刺史         |
| 16                   | 護軍將軍 | 徐湛之 | 元嘉二十八年五月戊申（451年）   | 元嘉三十年二月甲子（453年）   | 枝江縣開國侯    | 遷自太子詹事；遇害                   |
| 17                   | 護軍將軍 | 殷沖   | 太初元年二月乙丑（453年）       | 太初元年（453年）             |                 | 遷自度支尚書；遷司隸校尉             |
| 18                   | 護軍將軍 | 劉鑠   | 太初元年（453年）               | 太初元年四月（453年）         | 南平郡王        | 遷南兗州刺史                         |
| 19                   | 護軍將軍 | 柳元景 | 元嘉三十年六月戊申（453年）     | 元嘉三十年閏月癸酉（453年）   |                 | 遷自雍州刺史；遷領軍將軍             |
| 20                   | 護軍將軍 | 王僧達 | 元嘉三十年閏月甲午（453年）     | 元嘉三十年八月甲午（453年）   |                 | 遷自南蠻校尉；遷吳郡太守             |
| 21                   | 中護軍   | 劉義綦 | 元嘉三十年九月丁巳（453年）     | 孝建元年正月甲辰（454年）     | 營道縣開國侯    |                                      |
| 22                   | 護軍將軍 | 何尚之 | 孝建元年正月甲辰（454年）       | 孝建元年九月丁酉（454年）     | 都鄉侯          | 遷自尚書令                           |
| 23                   | 中護軍   | 劉彧   | 孝建二年正月壬寅（455年）       | 孝建二年十一月戊子（455年）   | 湘東郡王        | 遷自南彭城東海二郡太守；遷侍中       |
| 24                   | 護軍將軍 | 劉延孫 | 孝建二年十一月戊子（455年）     | 大明元年正月庚午（457年）     | 東昌縣開國侯    | 遷自雍州刺史；遷金紫光祿大夫         |
| 25                   | 中護軍   | 劉彧   | 大明元年正月庚午（457年）       | 大明三年三月壬辰（459年）     | 湘東郡王        | 遷自右衛將軍；遷都官尚書             |
| 26                   | 護軍將軍 | 刘祎   | 大明三年三月壬辰（459年）       | 大明三年七月戊子（459年）     | 東海郡王        | 遷自中書令；遷南豫州刺史             |
| 27                   | 護軍將軍 | 劉昶   | 大明三年七月戊子（459年）       | 大明五年六月丙午（461年）     | 義陽郡王        | 遷自江州刺史；遷中書令               |
| 28                   | 護軍將軍 | 劉延孫 | 大明五年十月甲寅（461年）       | 大明六年六月辛酉（462年）     | 東昌縣開國侯    | 遷自南徐州刺史；卒官                 |
| 29                   | 中護軍   | 宗愨   | 大明六年九月戊子（462年）       | 大明八年七月己亥（464年）     |                 | 遷雍州刺史                           |
| 30                   | 護軍將軍 | 劉彧   | 大明八年七月己亥（464年）       | 大明八年九月辛丑（464年）     | 湘東郡王        | 遷自徐州刺史；遷領軍將軍             |
| 31                   | 護軍將軍 | 劉休仁 | 大明八年十月甲戌（464年）       | 永光元年正月戊午（465年）     | 建安郡王        | 遷自太常；遷領軍將軍                 |
| 32                   | 中護軍   | 劉休範 | 永光元年正月戊午（465年）       | 景和元年十一月壬寅（465年）   | 桂陽郡王        | 遷自左衛將軍                         |
| 33                   | 護軍將軍 | 劉休仁 | 景和元年十月丙寅（465年）       | 景和元年十二月癸亥（465年）   | 建安郡王        | 遷自雍州刺史；遷揚州刺史             |
| 34                   | 中護軍   | 劉道隆 | 泰始元年十二月庚午（465年）     | 泰始元年十二月壬申（465年）   | 永昌縣開國侯    | 遷自左衛將軍；伏誅                   |
| 35                   | 護軍將軍 | 劉子仁 | 泰始元年十二月戊子（465年）     | 泰始二年八月甲申（466年）     | 永嘉郡王        | 遷自太常；遷湘州刺史                 |
| 36                   | 護軍將軍 | 王玄謨 | 泰始二年九月戊戌（466年）       | 泰始四年二月乙巳（468年）     | 曲江縣開國侯    | 遷自江州刺史；卒官                   |
| 37                   | 中護軍   | 劉襲   | 泰始四年七月己未（468年）       | 泰始六年三月乙亥（470年）     | 臨澧縣開國侯    | 遷自侍中；卒官                       |
| 38                   | 護軍將軍 | 張永   | 泰始六年三月丁丑（470年）       | 泰始六年十二月丙辰（470年）   | 孝昌縣開國侯    | 遷自太子詹事；遷金紫光祿大夫         |
| 38                   | 護軍將軍 | 張永   | 泰始七年四月癸丑（471年）       | 泰豫元年四月乙巳（472年）     | 孝昌縣開國侯    | 遷自金紫光祿大夫；遷右光祿大夫       |
| 39                   | 護軍將軍 | 褚淵   | 泰豫元年四月己亥（472年）       | 泰豫元年十月辛未（472年）     | 雩都縣開國伯    | 遷自尚書右僕射；母憂去職             |
| 39                   | 護軍將軍 | 褚淵   | 泰豫元年十一月辛丑（472年）     | 元徽四年十月丙寅（476年）     | 雩都縣開國伯→侯 | 母憂去職                             |
| 39                   | 護軍將軍 | 褚淵   | 元徽四年十一月庚戌（476年）     | 昇明三年（479年）             | 雩都縣開國侯    | [ 10 ]                               |
| 40                   | 護軍將軍 | 張敬兒 | 昇明三年正月丁巳（479年）       | 昇明三年四月辛卯（479年）     | 襄陽郡開國公    | 遷自雍州刺史                         |
| 齊朝（479年－502年） |          |        |                                 |                               |                 |                                      |
| 1                    | 中護軍   | 陳顯達 | 建元元年四月甲午（479年）       | 建元二年正月戊戌（480年）     | 豐城縣開國侯    | 遷自齊國左衛將軍                     |
| 1                    | 護軍將軍 | 陳顯達 | 建元二年正月戊戌（480年）       | 建元二年三月戊戌（480年）     | 豐城縣開國侯    | 遷南兗州刺史                         |
| 2                    | 中護軍   | 張岱   | 建元二年三月戊戌（480年）       | 建元二年（480年）             |                 | 遷自吳郡太守；以疾免                 |
| 3                    | 護軍將軍 | 王敬則 | 建元二年（480年）               | 建元三年（481年）             | 尋陽郡開國公    | 遷自吳興太守；以改葬母去職           |
| 4                    | 護軍將軍 | 蕭晃   | 建元四年正月癸亥（482年）       | 永明元年正月壬子（483年）     | 長沙郡王        | 遷自南徐州刺史；遷南徐州刺史         |
| 5                    | 護軍將軍 | 柳世隆 | 永明元年正月壬子（483年）       | 永明二年正月（484年）         | 貞陽縣開國公    | 遷自南兗州刺史；遷尚書右僕射         |
| 6                    | 護軍將軍 | 蕭子良 | 永明二年正月乙亥（484年）       | 永明二年（484年）             | 竟陵郡王        | 遷自南兗州刺史                       |
| 7                    | 護軍將軍 | 陳顯達 | 永明二年（484年）               | 永明五年三月丁未（487年）     | 豐城縣開國侯    | 遷自益州刺史；遷雍州刺史             |
| 8                    | 中護軍   | 蕭子卿 | 永明五年（487年）               | 永明六年（488年）             | 廬陵郡王        | 遷自荊州刺史；遷秘書監               |
| 9                    | 護軍將軍 | 蕭晃   | 永明六年（488年）               | 永明七年（489年）             | 長沙郡王        | 遷自丹楊尹                           |
| 10                   | 中護軍   | 蕭子響 | 永明七年二月丙子（489年）       | 永明七年三月庚戌（489年）     | 巴東郡王        | 遷自左衛將軍；遷江州刺史             |
| 11                   | 中護軍   | 蕭子隆 | 永明七年三月庚戌（489年）       | 永明七年（489年）             | 隋郡王          | 遷自中書令；遷侍中、左衛將軍         |
| 12                   | 中護軍   | 蕭子真 | 永明七年八月庚子（489年）       | 永明七年十二月己亥（489年）   | 建安郡王        | 遷自左衛將軍；遷郢州刺史             |
| 13                   | 護軍將軍 | 蕭子敬 | 永明七年十二月（489年）         | 永明十年（492年）             | 安陸郡王        | 遷自荊州刺史；遷丹楊尹               |
| 14                   | 護軍將軍 | 蕭曅   | 永明十年（492年）               | 永明十一年八月壬午（493年）   | 武陵郡王        | 遷自丹楊尹；遷衛將軍                 |
| 15                   | 護軍將軍 | 沈文季 | 永明十一年八月壬午（493年）     | 隆昌元年正月戊申（494年）     | 西豐縣開國侯    | 遷自太孫詹事；遷領軍將軍             |
| 16                   | 護軍將軍 | 蕭子真 | 隆昌元年正月丁未（494年）       | 延興元年（494年）             | 建安郡王        | 遷自郢州刺史；遷鎮軍將軍             |
| 17                   | 中護軍   | 王玄邈 | 延興元年八月辛亥（494年）       | 建武元年十月癸亥（494年）     | 河陽縣開國侯    | 遷自歷陽南譙二郡太守；遷南兗州刺史   |
| 18                   | 護軍將軍 | 蕭子罕 | 建武元年（494年）               | 建武二年六月壬戌（495年）     | 南海郡王        | 遷自右衛將軍；伏誅                   |
| 19                   | 護軍將軍 | 王玄邈 | 建武二年（495年）               | 建武四年（497年）             | 河陽縣開國侯    | 遷自南兗州刺史；卒官                 |
| 20                   | 護軍將軍 | 沈文季 | 建武四年三月乙未（497年）       | 永元元年（499年）             | 西豐縣開國侯    | 遷侍中、尚書左僕射                   |
| 21                   | 護軍將軍 | 崔慧景 | 永元元年六月己酉（499年）       | 永元二年四月癸酉（500年）     | 樂安縣開國子    | 遷自右衛將軍；伏誅                   |
| 22                   | 中護軍   | 蕭寶貞 | 永元二年五月戊申（500年）       | 永元三年（501年）             | 桂陽郡王        | [ 19 ]                               |
| 23                   | 中護軍   | 王亮   | 永元三年（501年）               | 永元三年十二月（501年）       |                 | 遷自尚書右僕射                       |
| 24                   | 中護軍   | 王茂   | 中興元年七月辛亥（501年）       | 中興元年十二月（501年）       |                 | 遷自襄陽太守；遷侍中、領軍將軍       |
| 25                   | 中護軍   | 蕭宏   | 中興元年十二月乙酉（501年）     | 中興二年四月丙寅（502年）     |                 | 遷揚州刺史                           |
| 梁朝（502年－557年） |          |        |                                 |                               |                 |                                      |
| 1                    | 護軍將軍 | 張稷   | 天監元年十二月丙申（502年）     | 天監元年十二月辛亥（502年）   | 江安縣開國侯    | 遷自國子祭酒；免官                   |
| 2                    | 中護軍   | 楊公則 | 天監三年七月丁未（504年）       | 天監四年（505年）             | 寧都縣開國侯    | 遷自湘州刺史；遷衛尉卿               |
| 3                    | 中護軍   | 曹景宗 | 天監四年二月戊戌（505年）       | 天監四年（505年）             | 竟陵縣開國侯    | 遷自郢州刺史；遷右衛將軍             |
| 4                    | 中護軍   | 王瑩   | 天監五年正月丁丑（506年）       | 天監六年（507年）             | 建城縣開國公    | 遷自尚書左僕射；遷丹楊尹             |
| 5                    | 中護軍   | 蕭淵業 | 天監六年五月己未（507年）       | 天監七年二月丙子（508年）     | 長沙嗣王        | 遷自左驍騎將軍；遷南兗州刺史         |
| 6                    | 護軍將軍 | 柳慶遠 | 天監七年二月丙子（508年）       | 天監七年（508年）             | 雲杜縣開國侯    | 遷自雍州刺史；未赴職遷右衛將軍       |
| 7                    | 護軍將軍 | 蕭憺   | 天監七年五月癸卯（508年）       | 天監八年四月戊申（509年）     | 始興郡王        | 遷自荊州刺史；遷中書令               |
| 8                    | 護軍將軍 | 蕭淵業 | 天監八年十月乙巳（509年）       | 天監九年（510年）             | 長沙嗣王        | 遷自南兗州刺史；遷中書令             |
| 9                    | 護軍將軍 | 蕭偉   | 天監九年正月乙亥（510年）       | 天監九年六月癸酉（510年）     | 建安郡王        | 遷江州刺史                           |
| 10                   | 護軍將軍 | 蕭恢   | 天監十年正月癸卯（511年）       | 天監十一年十二月己未（512年） | 鄱陽郡王        | 遷自郢州刺史；遷荊州刺史             |
| 11                   | 護軍將軍 | 王珍國 | 天監十二年三月癸卯（513年）     | 天監十三年（514年）           | 宜陽縣開國侯    | 遷自湘州刺史；遷丹楊尹               |
| 12                   | 中護軍   | 韋叡   | 天監十三年五月辛亥（514年）     | 天監十四年二月辛丑（515年）   | 永昌縣開國侯    | 遷自通直散騎常侍；遷雍州刺史         |
| 13                   | 護軍將軍 | 蕭淵業 | 天監十四年九月癸亥（515年）     | 天監十五年（516年）           | 長沙嗣王        | 遷自散騎常侍；遷中書令               |
| 14                   | 兼護軍   | 蕭綜   | 天監十五年四月丁未（516年）     | 天監十五年十一月丁卯（516年） | 豫章郡王        | 遷丹楊尹                             |
| 15                   | 護軍將軍 | 韋叡   | 天監十五年十一月壬午（516年）   | 普通元年（520年）             | 永昌縣開國侯    | 遷自雍州刺史；遷車騎將軍             |
| 16                   | 護軍將軍 | 蕭淵業 | 普通元年十月辛亥（520年）       | 普通三年（522年）             | 長沙嗣王        | 遷自湘州刺史；遷侍中、金紫光祿大夫   |
| 17                   | 護軍將軍 | 昌義之 | 普通三年（522年）               | 普通四年十月己卯（523年）     | 營道縣開國侯    | 遷自北徐州刺史；卒官                 |
| 18                   | 中護軍   | 夏侯亶 | 普通五年正月（524年）           | 普通七年十一月丁亥（526年）   | 豐城縣開國公    | 遷自太府卿；遷豫南豫二州刺史         |
| 19                   | 中護軍   | 蕭淵藻 | 大通元年三月甲戌（527年）       | 大通三年三月庚辰（529年）     | 西昌縣開國侯    | 遷自左衛將軍；遷中權將軍             |
| 20                   | 護軍將軍 | 蕭績   | 大通三年四月癸未（529年）       | 大通三年閏月己未（529年）     | 南康郡王        | 卒官                                 |
| 21                   | 護軍將軍 | 蕭淵藻 | 中大通元年十一月丙戌（529年）   | 中大通三年（531年）           | 西昌縣開國侯    | 遷自中權將軍；遷太子詹事             |
| 22                   | 中護軍   | 蕭淵猷 | 中大通三年六月丁未（531年）     | 中大通五年八月甲申（533年）   | 臨汝縣開國侯    | 卒官                                 |
| 23                   | 中護軍   | 蕭正德 | 中大通五年九月己亥（533年）     |                               | 臨賀郡王        |                                      |
| 24                   | 護軍將軍 | 蕭淵藻 | 大同元年十月辛卯（535年）       | 大同三年二月己丑（537年）     | 西昌縣開國侯    | 遷尚書左僕                           |
| 25                   | 護軍將軍 | 蕭續   | 大同三年二月己丑（537年）       | 大同五年七月己卯（539年）     | 廬陵郡王        | 遷自江州刺史；遷荊州刺史             |
| 26                   | 護軍將軍 | 蕭繹   | 大同五年七月己卯（539年）       | 大同六年十二月壬子（540年）   | 湘東郡王        | 遷自荊州刺史；遷江州刺史             |
| 27                   | 護軍將軍 | 蕭譽   |                                 | 太清二年四月戊寅（548年）     | 河東郡王        | 遷湘州刺史                           |
| 28                   | 護軍將軍 | 裴之高 | 太清三年（549年）               | 太清三年（549年）             | 都城縣開國男    | 遷自西豫州刺史；遷特進、金紫光祿大夫 |
| 29                   | 護軍將軍 | 柳敬禮 | 大寶元年七月（550年）           | 大寶元年十月（550年）         |                 | 侯景授                               |
| 30                   | 護軍將軍 | 尹悅   |                                 | 太清五年四月戊申（551年）     |                 | [ 31 ]                               |
| 31                   | 中護軍   | 裴之橫 | 太清五年（551年）               | 太清五年（551年）             | 豫寧縣開國侯    | 遷自河東內史                         |
| 32                   | 護軍將軍 | 陸法和 | 太清五年五月癸未（551年）       | 承聖三年（554年）             |                 | [ 31 ]                               |
| 33                   | 護軍將軍 | 索九昇 | 天正元年十一月（551年）         | 天正元年十一月（551年）       |                 | 侯景授                               |
| 34                   | 護軍將軍 | 王褒   | 承聖三年十一月己酉（554年）     | 承聖三年十一月辛亥（554年）   | 南昌縣開國侯    | 遷自尚書左僕射                       |
| 35                   | 護軍將軍 | 徐世譜 | 承聖三年十一月（554年）         | 紹泰元年（555年）             | 魚復縣開國侯    | 遷自衡州刺史；遷左衛將軍             |
| 36                   | 中護軍   | 蕭大成 | 紹泰元年（555年）               | 紹泰二年二月癸丑（556年）     | 桂陽郡王        |                                      |
| 36                   | 護軍將軍 | 蕭大成 | 紹泰二年二月癸丑（556年）       | 太平二年（557年）             | 桂陽郡王        | [ 32 ]                               |
| 陳朝（557年－589年） |          |        |                                 |                               |                 |                                      |
| 1                    | 護軍將軍 | 徐世譜 | 永定二年正月乙未（558年）       | 天嘉二年（561年）             | 魚復縣開國侯    | 遷自左衛將軍；遷宣城太守             |
| 2                    | 中護軍   | 孫瑒   | 天嘉二年十二月辛巳（561年）     | 天嘉四年正月壬辰（563年）     | 定襄縣開國侯    | 遷自吳郡太守；遷鎮右將軍             |
| 3                    | 護軍將軍 | 章昭達 | 天嘉四年正月壬辰（563年）       | 天嘉五年十一月甲辰（564年）   | 邵武縣開國侯    | 遷自郢州刺史；遷鎮前將軍             |
| 4                    | 中護軍   | 程靈洗 | 天嘉五年十一月丁亥（564年）     | 天嘉六年十二月丁巳（565年）   | 遂安縣開國侯    | 遷自左衛將軍；遷郢州刺史             |
| 5                    | 中護軍   | 沈恪   | 天嘉六年十二月丁巳（565年）     | 天康元年五月丁酉（566年）     | 東興縣開國侯    | 遷自郢州刺史                         |
| 5                    | 護軍將軍 | 沈恪   | 天康元年五月丁酉（566年）       | 太建元年正月丁酉（569年）     | 東興縣開國侯    | 遷廣州刺史                           |
| 6                    | 中護軍   | 陳伯恭 | 太建元年七月丁酉（569年）       | 太建元年九月甲辰（569年）     | 晉安郡王        | 遷自吳郡太守；遷中領軍               |
| 7                    | 護軍將軍 | 杜稜   | 太建二年九月乙丑（570年）       | 太建三年（571年）             | 永城縣開國侯    | 遷自吳興太守；免官                   |
| 8                    | 中護軍   | 陳伯信 | 太建四年正月庚申（572年）       | 太建六年六月乙巳（574年）     | 衡陽郡王        | 遷自丹楊尹；遷揚州刺史               |
| 9                    | 護軍將軍 | 淳于量 | 太建七年十一月庚戌（575年）     | 太建十年三月丁酉（578年）     | 始安郡開國公    | 遷自郢州刺史；遷南兗州刺史           |
| 10                   | 護軍將軍 | 陳伯固 | 太建十年四月丁巳（578年）       | 太建十年（578年）             | 新安郡王        | 遷國子祭酒                           |
| 11                   | 護軍將軍 | 陳伯山 | 太建十一年六月丙戌（579年）     | 太建十三年（581年）           | 鄱陽郡王        | 遷自江州刺史                         |
| 12                   | 中護軍   | 樊毅   | 太建十三年五月丙辰（581年）     | 太建十三年六月辛卯（581年）   | 高昌縣開國侯    |                                      |
| 12                   | 護軍將軍 | 樊毅   | 太建十三年六月辛卯（581年）     | 太建十三年十月癸未（581年）   | 高昌縣開國侯    | 遷荊州刺史                           |
| 13                   | 護軍將軍 | 沈恪   | 太建十三年十二月己亥（581年）   | 太建十四年正月癸亥（582年）   | 東興縣開國侯    | 遷自衛尉卿；遷特進、金紫光祿大夫     |
| 14                   | 中護軍   | 章大寶 | 太建十四年正月癸亥（582年）     | 太建十四年三月己巳（582年）   | 邵陵郡開國公    | 遷自豐州刺史；遷豐州刺史             |
| 15                   | 中護軍   | 孫瑒   | 太建十四年六月癸酉（582年）     |                               | 定襄縣開國侯    | 遷自通直散騎常侍；遷度支尚書         |
| 16                   | 護軍將軍 | 樊毅   | 至德三年正月庚午（585年）       | 禎明三年正月甲申（589年）     | 逍遙郡開國公    | 遷自荊州刺史                         |